# Арзон
Арзон (фр. Arzon, брет. Arzhon-Rewiz) — коммуна на северо-западе Франции, находится в регионе Бретань, департамент Морбиан, округ Ван, кантон Сене. Расположена в 29 км к югу от Вана и в 78 км к северо-западу от Нанта. Через территорию коммуны проходит национальная автомагистраль N165.
Население — 2198 человек (на 2019 год).

## География
Коммуна расположена в 29 км к югу от Вана на оконечности полуострова Руис (фр. Rhuys), омываемом водами залива Морбиан с севера и бухты Киберон с юга. На востоке граничит с коммуной Сен-Жильдас-де-Руис (фр. Saint-Gildas-de-Rhuys).
В Арзоне находятся два морских курорта:
- Пор-Навало (фр. Port-Navalo, брет. Porzh Noalou), основанный в начале XX века;
- Круэсти (фр. Le Crouesty, брет. Ar C'hroesti) — современный морской курорт, который появился в 70-е годы XX века и продолжает развиваться в настоящее время. Располагается вокруг самого крупного на бретонском побережье яхтенного порта.

Также в коммуну входят маленькие деревни Монтено (фр. Monteno), Кернер (фр. Kerners), Бененз (фр. Béninze), Тумиак (фр. Tumiac), Кержуано (фр. Kerjouanno).

## Демография
| Год                   | 1835 | 1872 | 1896 | 1911 | 1936 | 1954 | 1962 | 1968 | 1975 | 1982 | 1990 | 1999 | 2019 |
| --------------------- | ---- | ---- | ---- | ---- | ---- | ---- | ---- | ---- | ---- | ---- | ---- | ---- | ---- |
| Численность населения | 2210 | 2342 | 1857 | 1633 | 1451 | 1369 | 1387 | 1308 | 1326 | 1476 | 1754 | 2056 | 2198 |

## Достопримечательности
- Приливная мельница Пен-Кастель XII в.
- Церковь Арзона
- Часовня Св. Никола в Кернере
- Статуя Св. Анны на мысе Билгруа

Мегалиты
- Курган в Тумиаке («курган Цезаря»)
- Керн Пти-Мон
- Дольмен Граньоль

## Фотогалерея
| - Арзонский пейзаж - Мегалит на холме Petit-Mont |